# Vipera lotievi
Vipère de Lotiev
Espèce
Statut de conservation UICN

 NT  : Quasi menacé
Vipera lotievi, parfois appelée Vipère de Lotiev, est une espèce de serpents de la famille des Viperidae.

## Répartition
Cette espèce est endémique de la partie caucasienne de la Russie

## Description
C'est un serpent venimeux qui peut atteindre 60 cm. Elle est considérée comme quasi menacée par l'UICN.

## Étymologie
Le nom de cette espèce, lotievi, est dédié à un certain Lotiev, sans que les auteurs n'aient précisé de qui il s'agit.

## Publication originale
- Nilson, Tuniyev, Orlov, Höggren & Andren, 1995 : Systematics of the vipers of the Caucasus: Polymorphism or sibling species ?. Asiatic Herpetological Research, vol. 6, p. 1-16 (texte intégral).